# Eparchia di Kainsk

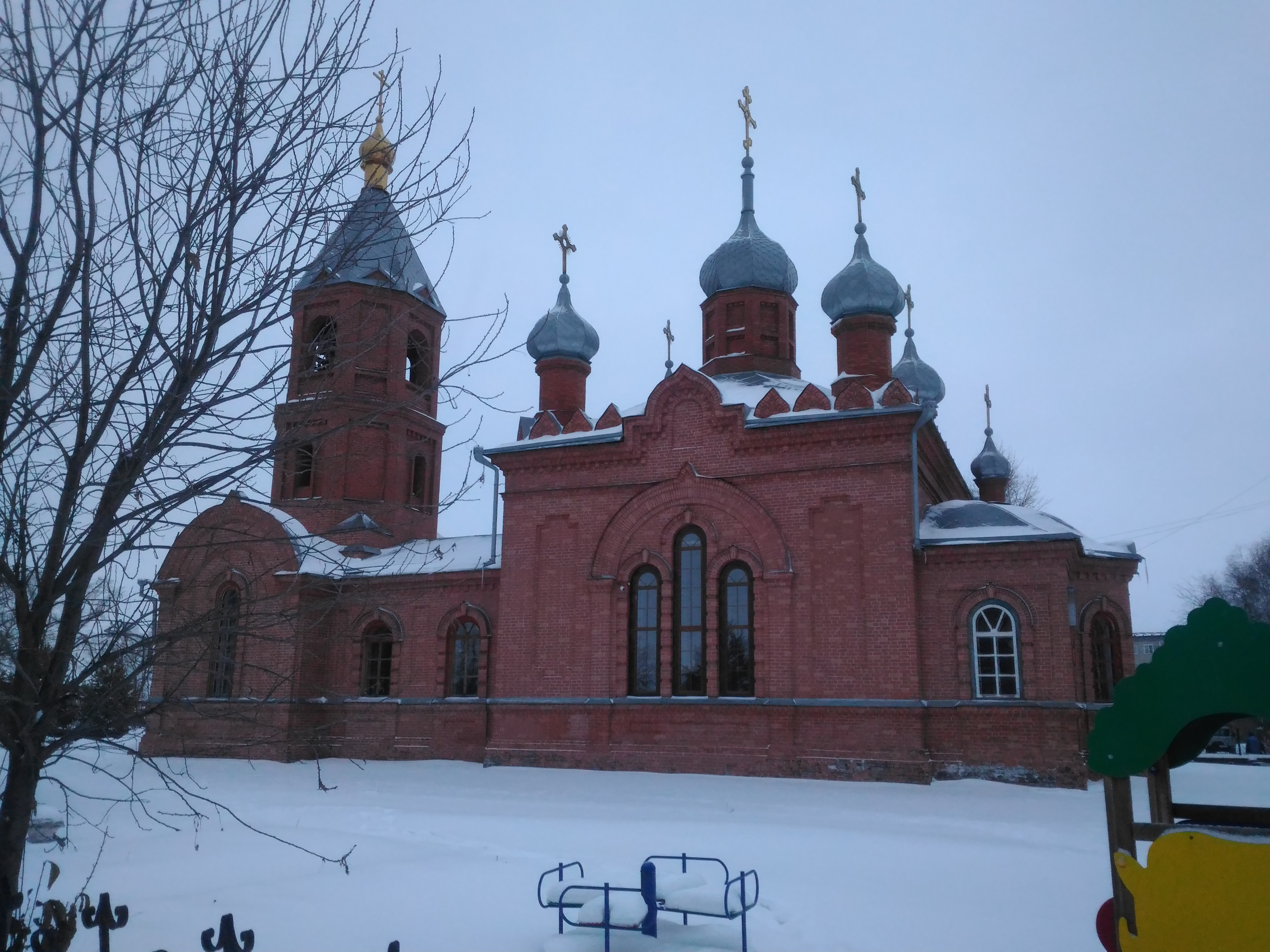
La cattedrale della Natività di San Giovanni Battista a Kujbyšev.

L'eparchia di Kainsk (in russo Карасукская епархия?) è una diocesi della Chiesa ortodossa russa, appartenente alla metropolia di Novosibirsk.

## Territorio
L'eparchia comprende i rajon Barabinskij, Vengerovskij, Kargatskij, Kočenëvskij, Kujbyševskij, Kyštovskij, Severnyj, Tatarskij, Čanovskij, Čulymskij, Ubinskij e Ust'-Tarkskij nell'oblast' di Novosibirsk nel circondario federale della Siberia.
Sede eparchiale è la città di Kujbyšev, chiamata Kainsk fino al 1935, dove si trova la cattedrale della Natività di San Giovanni Battista.
L'eparca ha il titolo ufficiale di «eparca di Kainsk e Barabinsk».

## Storia
L'eparchia è stata eretta dal Santo Sinodo della Chiesa ortodossa russa il 28 dicembre 2011, ricavandone il territorio dall'eparchia di Novosibirsk, e contestualmente è entrata a far parte della metropolia di Novosibirsk.